# Bert Shefter
Bert A. Shefter (* 15. Mai 1902 in Poltawa, Gouvernement Poltawa, Russisches Kaiserreich; † 29. Juni 1999 in Los Angeles) war ein US-amerikanischer Musiker (Piano), Arrangeur und Komponist russischer Herkunft.

## Leben und Wirken
Shefter kam mit einem Stipendium zum Studium am Fachbereich Kunst des Carnegie Institute of Technology nach Amerika; später studierte er noch am Curtis Institute und am Damrosch Institute.  Mit Morton Gould bildete er das Piano-Duo Gould and Shefter, mit dem er Klassik-Stücke wie Flight of the Bumble-Bee (1933) und Fantaisie-Imprompt (1934) für diese Besetzung arrangierte. Er wurde dann durch Radiosendungen und Theaterauftritte landesweit bekannt. Inspiriert durch Maurice Ravels Hauptthema der Pavane pour une infante défunte schrieb er mit Peter DeRose (Musik) und Mitchell Parish (Text) den Titel The Lamp Is Low; weitere bekannte Titel Shefters waren Tango in Tempo, Traffic in Times Square und Twilight Serenade. Er gründete eine eigene Band,  mit der er im Rundfunk auftrat und Schallplatten mit Jazz-orientierten Instrumentalnummern für Victor und Decca Records aufnahm, wie Are All My Favorite Bands Playing or Am I Dreaming?/Burglars' Revenge (1937), S.O.S./Locomotive (1937), A Toast to Paganini's Ghost/Wig Wag (1939), Fiddle-Faddle/Jazz Pizzicato and Jazz Legato (MGM, 1948). In seinem Rhythm Octet spielten 1937 u. a. Dave Wade, Toots Mondello, Paul Ricci, Artie Bernstein, Adrian Rollini und Herb Quigley. Er war sowohl als Konzertpianist als auch als Arrangeur von Jazz-Stücken aktiv. Nach 1946 war er Gast-Orchesterleiter an der New Yorker Carnegie Hall. 
Ab 1950 arbeitete Shefter vor allem als Filmkomponist und schrieb (z. T. mit Paul Sawtell) die Musik für Horror-, Abenteuer- und Science-Fiction-Filme wie Kronos, Lederstrumpf: Der Wildtöter (1957), It! The Terror from Beyond Space (1958), Return of the Fly, Gefahr in Havanna (1959), Versunkene Welt (1960), Unternehmen Feuergürtel, Piraten von Tortuga (1961), Der Herrscher von Cornwall (1962) und The Last Man on Earth (1964). Ferner war er als musikalischer Supervisor für eine Reihe von Western- und Krimi-TV-Serien verantwortlich, wie New Orleans, Bourbon Street (1959–60), Hawaiian Eye (1959–63), Maverick (1957–62) und Bronco (1958–62).  In Russ Meyers Filmen Die Satansweiber von Tittfield und Motorpsycho … wie wilde Hengste (1965) fanden mehrere Kompositionen von ihm Verwendung. 1975 zog er sich aus dem Musikgeschäft zurück.

## Filmografie (Auswahl)
- 1953: Unschuldig gejagt (No Escape)
- 1953: Der lange Texaner (The Tall Texan)
- 1957: Abwehr greift ein (Five Steps to Danger)
- 1957: Kronos
- 1957: Teufel im Nacken (Monkey on My Back)
- 1957: Lederstrumpf: Der Wildtöter (The Deerslaver)
- 1957: Die Würfel sind gefallen (Gun Duel in Durango)
- 1958: Die Rache des Texaners (Cattle Empire)
- 1958: Sumpf unter den Füßen (Wind across the Everglades)
- 1958: König der Banditen (Villa!)
- 1958: Der Sierra-Baron (Sierra-Baron)
- 1959: Die Rückkehr der Fliege (The Return of the Fly)
- 1959: Mörder-Trio (Three came to kill)
- 1959: Die Welt der Sensationen (The Big Circus)
- 1959: Razzia auf Callgirls (Vice Raid)
- 1959: Gefahr in Havanna (Pier 5, Havana)
- 1960: Reiter der Vergeltung (Five Guns to Tombstone)
- 1960: Im Visier (The Walking Target)
- 1960: Patrasche, mein kleiner Freund (A Dog of Flanders)
- 1960: Zwischen den Fronten (Frontier Uprising)
- 1960: Versunkene Welt (The Lost World)
- 1960: Der Herrscher von Cornwall (Jack the Giant Killer)
- 1960: Morgen sollst Du sterben (Noose of a Gunman)
- 1961: Die große Attraktion (Big Show)
- 1961: Unternehmen Feuergürtel (Voyage to the Bottom of the Sea)
- 1961: Piraten von Tortuga (Pirates of Tortuga)
- 1961: Gun Fight
- 1961: Brennpunkt Burma (Operation Bottleneck)
- 1962: Wilde Ernte (Wild Harvest)
- 1963: Revolverhelden von Wyoming (Cattle King)
- 1964: Der Scout der schwarzen Berge (Gold, Glory and Custer)
- 1964: The Last Man on Earth
- 1965: Der Fluch der Fliege (Curse of the Fly)
- 1966: Die Satansweiber von Tittfield (Faster Pussycat! Kill, Kill!)
- 1970: Tötet Emilio Z. (Emiliano Zapata)
- 1970: The Christine Jorgensen Story
- 1971: The Gatling Gun – Das Maschinengewehr (The Gatling Gun)